# La notte dei resuscitati ciechi
La notte dei resuscitati ciechi (La noche de las gaviotas) è un film spagnolo del 1975 diretto da Amando de Ossorio.
Si tratta del quarto e ultimo capitolo della saga dei Templari resuscitati ciechi. È noto anche con il titolo di "Terror Beach". Nel 2022 è uscita la ristampa in DVD della Sinister Film col titolo "La notte dei gabbiani".

## Trama
Spagna. Alcuni Templari legano una donna, la uccidono e il suo cuore viene dato in bocca ad un idolo. Al giorno d'oggi un uomo, il dottor Henry Stein, con la moglie Joan si trasferiscono in un piccolo villaggio vicino alla costa. Il vecchio dottore se ne va tutto contento e dice loro di stare attenti e di non uscire di notte. Henry lo accompagna al villaggio, da dove partirà. Un uomo, Teddy, arriva ferito a casa del dottore, spaventando all'inizio Joan. Al ritorno di Henry viene curato. In paese sono tutti strani e di notte si sentono sinistri rumori: campane che suonano, gabbiani che cantano e lugubri inni. Il dottore e la moglie prendono una ragazza del posto, Lucy, a lavorare con loro.
Una sera una ragazza del villaggio di nome Tilda Flanagan irrompe in casa del dottore, gridando che vogliono prendere lei.  Ma arrivano subito i genitori e Henry la affida a loro piuttosto titubante, sapendo che la giovane ha sicuramente bisogno di cure. Ben presto, grazie a Teddy, vengono a sapere dei sacrifici che si svolgono di notte, a cui deve sottoporsi anche Lucy.
Stein decide allora di salvarla, ma così attira la collera dei "cavalieri del mare", che altro non sono se non i Templari risorti. Lucy spiega che il sacrificio di giovani vergini avviene ogni notte per sette notti ogni sette anni. Si barricano in casa; i Templari riescono a uccidere Teddy, ma gli altri tre fuggono con i cavalli. Ben presto anche Lucy pagherà e il Dottore capisce che soltanto distruggendo l'idolo si possono distruggere i Templari.

## Film della saga dei "resuscitati ciechi"
- Le tombe dei resuscitati ciechi (1971)
- La cavalcata dei resuscitati ciechi (1973)
- La nave maledetta (1974)
- La notte dei resuscitati ciechi (1975)